# S-II
Le S-II était le deuxième étage du lanceur américain Saturn V, chargé de lancer les vaisseaux habités des missions lunaires du programme Apollo. Il a été construit par North American Aviation. Utilisant de l'hydrogène liquide (LH2) et de l'oxygène liquide (LOX), cet étage propulsait Saturn V dans la haute atmosphère grâce à la poussée cumulée de 4 400 kN que produisaient ses cinq moteurs J-2, disposés en croix.

## Historique

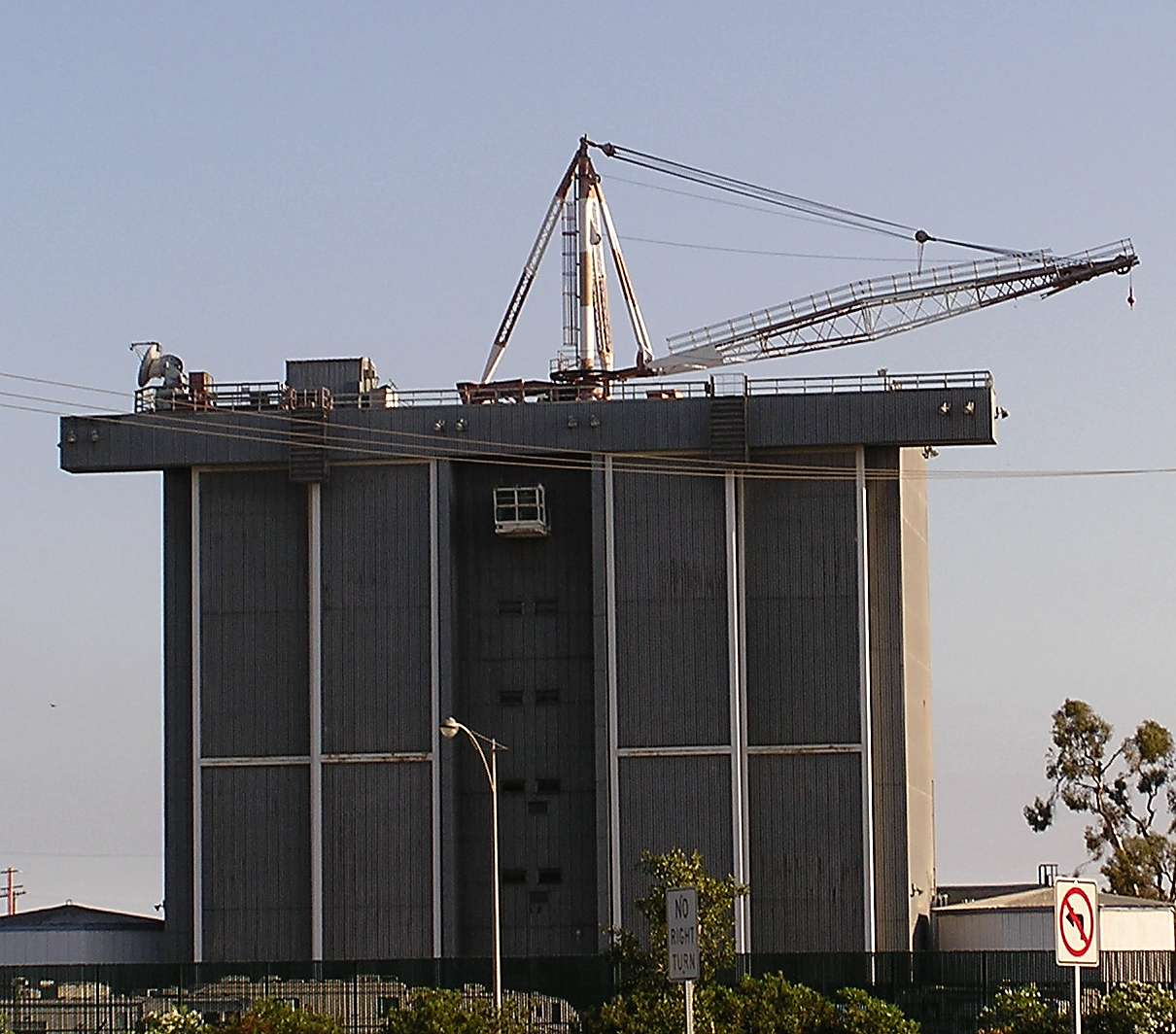
Bâtiment d'assemblage du S-II à Seal Beach, Californie.

Le S-II fit ses débuts en décembre 1959, quand un comité exprima un besoin pour la conception et la construction d'un moteur de forte poussée, alimenté à l'hydrogène liquide. Le contrat pour ce moteur fut attribué à Rocketdyne, et il serait plus tard appelé J-2. Dans le même temps, l'étage S-II commençait à prendre forme. Initialement, il devait avoir quatre moteurs J-2 et mesurer 22,5 m de longueur pour 6,5 m de diamètre.
En 1961, le Marshall Space Flight Center se lança à la recherche d'un entrepreneur pour construire l'étage. Sur les 30 entreprises de l'aérospatiale invitées à une conférence où les conditions initiales avaient été définies, seulement sept présentèrent des propositions un mois plus tard. Trois d'entre elles furent éliminées après que leurs propositions eurent été examinées. Toutefois, il fut déterminé que les spécifications initiales du cahier des charges de la fusée entière étaient trop justes, et il fut alors décidé d'augmenter la taille des étages utilisés. Cela souleva d'importantes difficultés pour les quatre autres sociétés, alors que la NASA n'avait toujours pas encore pris de décision sur les divers aspects de l'étage, y compris la taille, et les étages supérieurs qui seraient placés au-dessus.
En fin de compte, le 11 septembre 1961, le contrat fut attribué à la North American Aviation (qui avait également obtenu le contrat pour le module de commande et de service Apollo), avec l'usine de fabrication construite par le gouvernement à Seal Beach, en Californie.

## Configuration

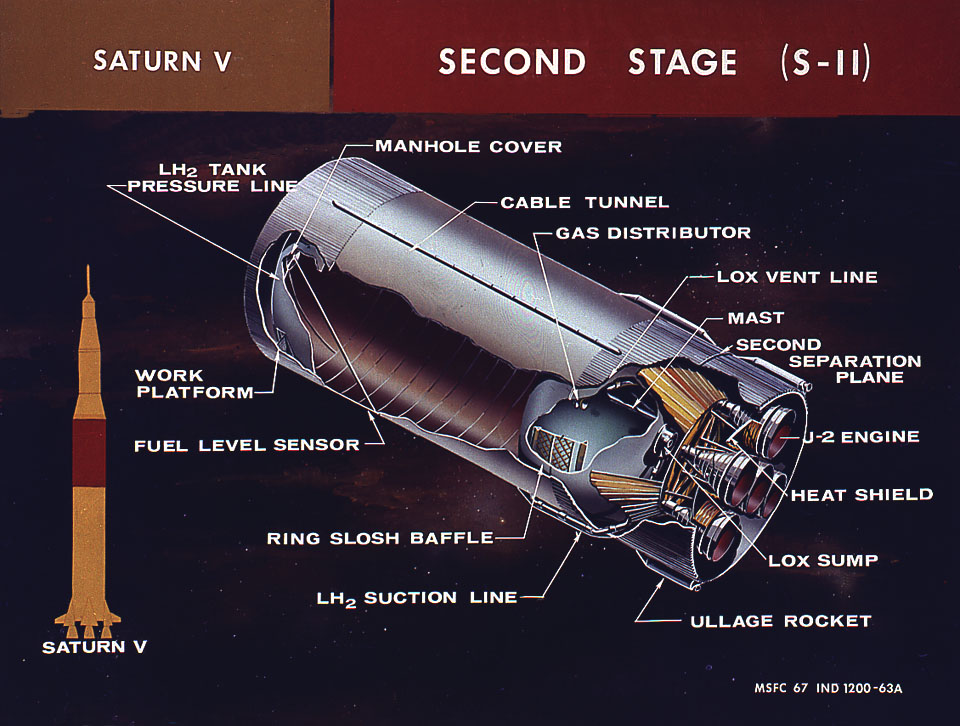
Vue en coupe du S-II.

Une fois complètement chargé en carburant, le S-II avait une masse d'environ 481 tonnes. La structure et les équipements ne représentaient que 7,6 % de sa masse totale, les 92,4 % restants étant représentés par l'hydrogène liquide et l'oxygène liquide stockés dans les réservoirs.
Au bas de la structure était placée la structure de poussée soutenant les cinq moteurs J-2. Le moteur central était fixe, tandis que les quatre autres étaient mobiles sur deux axes et sur un angle maximal de 6°, grâce à des cardans et des vérins hydrauliques.
Au lieu d'utiliser un intertank (récipient vide entre les réservoirs), comme pour le S-IC, le S-II utilisait une cloison commune qui formait à la fois le sommet du réservoir de LOX et le fond du réservoir de LH2. Elle se composait de deux feuilles d'aluminium séparées par une structure en nid d'abeilles en phénol et isolait d'une différence de température de 70 °C (125 °F) entre les deux réservoirs. L'utilisation d'une cloison commune permit d'économiser 3,6 tonnes sur la masse totale de l'étage.
Le réservoir de LOX était un container ellipsoïdal de 10 m de diamètre par 6,7 m de haut. Il était formé par la soudure de douze fuseaux (grandes sections triangulaires) et de deux pièces circulaires pour le haut et le bas. Chaque fuseau était façonné par pression hydraulique au sein d'un réservoir de 211 000 litres d'eau par trois séries de charges explosives (en) synchronisées.
Le réservoir de LH2 était constitué de six cylindres : cinq mesuraient 2,4 m de haut et le sixième 0,69 m. Le plus grand défi était l'isolation, l'hydrogène liquide devant être conservé à environ 20 °C au-dessus du zéro absolu (20 K soit −252 °C ou −423 °F), ce qui nécessitait une isolation très efficace. Les premières tentatives ne fonctionnèrent pas bien : il y avait des problèmes de liaison et de poches d'air. La dernière méthode testée était la pulvérisation de l'isolation à la main et de réduire l'excédent.
Le S-II était construit à la verticale, afin de faciliter les soudures et de garder les grandes sections circulaires de la structure dans une forme correcte.

## Fonctionnement au cours d'une mission
L'étage S-II, qui prend le relais du premier étage lorsque la fusée atteint une altitude de 68 km, fonctionne durant 357 s (un peu moins de 6 minutes) : il permet au lanceur d'atteindre une altitude de 185 km et une vitesse de 24 600 km/h (6,3 km/s), valeur proche de la vitesse permettant à un engin spatial de se maintenir en orbite (environ 7 km/s).
Les moteurs du second étage sont allumés en deux temps. Après éjection du premier étage, le lanceur n'avance plus que sur son inertie et les ergols flottent en apesanteur dans leurs réservoirs, ne permettant pas l'allumage des moteurs. Aussi des fusées de tassement à propergol solide impriment durant 4 secondes une accélération afin de plaquer les ergols au fond des réservoirs pour que les moteurs du second étage soient correctement alimentés lorsqu'ils seront allumés. Puis les cinq moteurs J-2 sont allumés. Le nombre de fusées de tassement a varié selon les missions : il était de huit pour les deux premiers vols, puis de quatre pour les vols suivants. Environ 30 secondes après la séparation avec le premier étage, la jupe située entre les deux étages, qui sert également de support aux fusées de tassement, est larguée pour alléger le lanceur. Cette manœuvre de séparation demande une grande précision, car il ne faut pas que cette pièce cylindrique, qui entoure les moteurs et qui en est distante de seulement 1 m, touche ceux-ci au passage. Au même moment, la tour de sauvetage, qui est fixée au sommet du vaisseau Apollo pour arracher celui-ci au lanceur en cas de défaillance, est larguée.

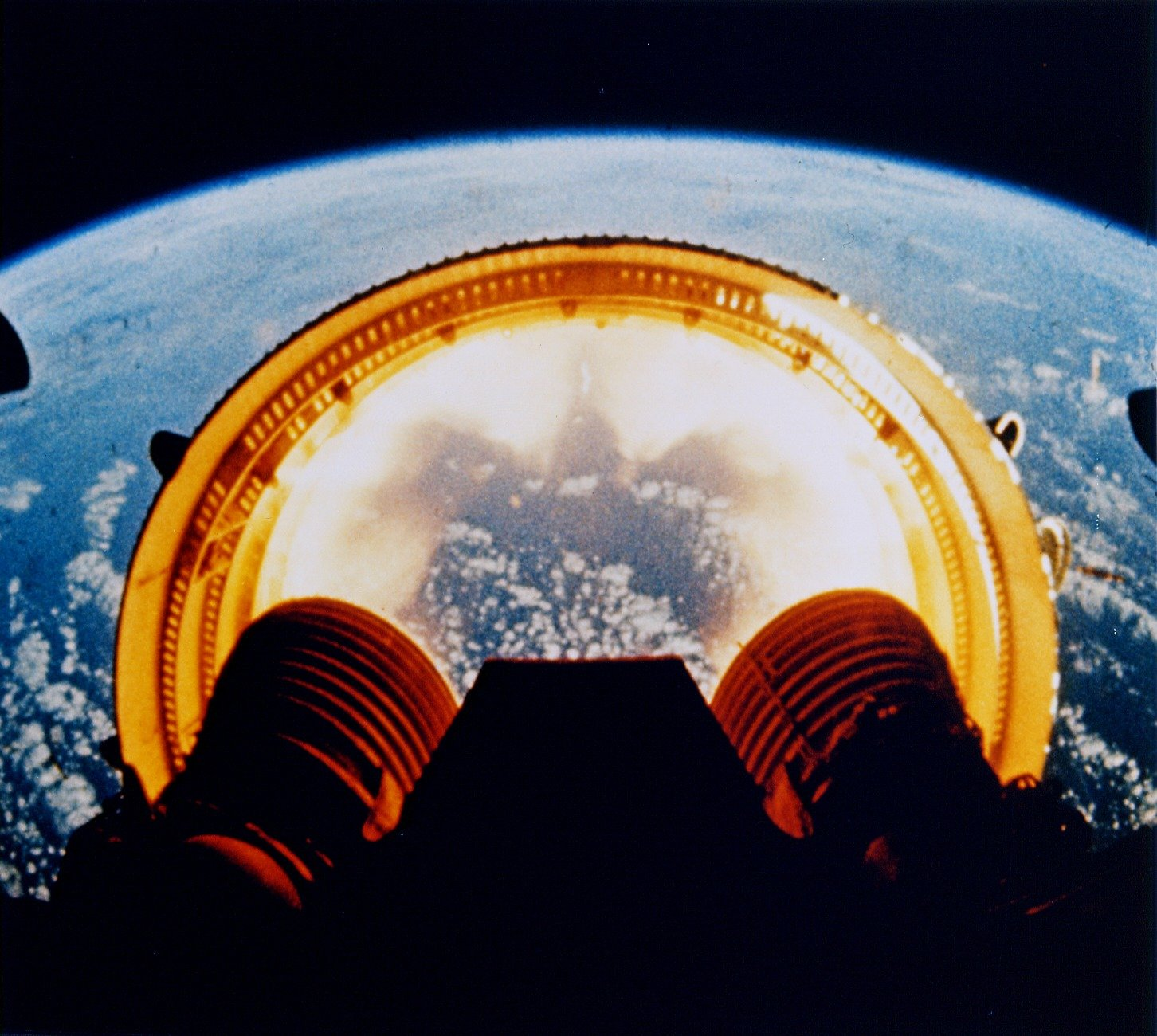
Séparation de l'anneau inter-étage. Image extraite du film de la NASA sur la mission Apollo 6.

Environ 38 secondes après l'allumage du second étage, le système de guidage du lanceur passe d'un système de guidage préenregistré, qui lui imposait une trajectoire précise, à une navigation autonome, pilotée par les ordinateurs de bord. Ces derniers sont assistés dans leur tâche par les instruments de la case à équipements, tels que des accéléromètres et instruments de mesure de l'altitude. L'équipage peut reprendre les commandes si les ordinateurs de bord sortent des limites de trajectoires acceptables : il peut soit annuler la mission, soit prendre le contrôle du lanceur en utilisant un des manches à balai situés dans le vaisseau Apollo. Environ 90 secondes avant l'arrêt du deuxième étage, le moteur central s'éteint pour réduire les oscillations longitudinales connues sous le nom d'« effet pogo ». Un système d'atténuation de l’effet pogo fut mis en place à partir d'Apollo 14, mais on continua à éteindre le moteur central comme lors des vols précédents, par mesure de précaution. À peu près au même moment, le débit de l'oxygène liquide est réduit, modifiant le ratio de mélange des deux ergols pour garantir qu'il reste aussi peu d'ergols que possible dans les réservoirs à la fin du vol du second étage. Cette opération était réalisée pour une certaine valeur de Delta-V. Une fois que deux des cinq capteurs situés au fond des réservoirs détectent l'épuisement des ergols, les systèmes de contrôle de la fusée Saturn V initient la séquence de largage du deuxième étage. Une seconde après l'extinction du deuxième étage, ce dernier se sépare et un dixième de seconde plus tard le troisième étage s'allume. Des rétrofusées à poudre, montées sur l'inter-étage au sommet du deuxième étage, sont mises à feu pour écarter le second étage vide et l'éloigner du reste du lanceur. L'étage S-II retombe à environ 4 200 km du site de lancement.

## Étages construits
| Numéro de série | Utilisation | Date de lancement | Localisation actuelle                                                           | Notes |
| --------------- | --- | ----------------- | ------------------------------------------------------------------------------- | --- |
| S-II-F          | Utilisé comme Dynamic Test Stage (étage de test dynamique) de remplacement après la destruction des S-II-S/D et S-II-T |                   | Au U.S. Space & Rocket Center, Huntsville, Alabama 34° 42′ 36″ N, 86° 39′ 18″ O | |
| S-II-T          | |                   |                                                                                 | Détruit dans une explosion, le 28 mai 1966                                                                                                  |
| S-II-D          | Construction annulée                                                                                                   |                   |                                                                                 | |
| S-II-S/D        | Structural and Dynamic Test Vehicle                                                                                    |                   |                                                                                 | Détruit en banc d'essai, le 29 septembre 1965                                                                                               |
| S-II-1          | Apollo 4 | 9 novembre 1967   | 32° 12′ N, 39° 40′ O                                                            | Transportait des « Camera Targets » espacées autour de la jupe avant et portait des caméras pour enregistrer la séparation du premier étage |
| S-II-2          | Apollo 6 | 4 avril 1968      |                                                                                 | Transportait des caméras pour enregistrer la séparation du premier étage                                                                    |
| S-II-3          | Apollo 8 | 21 décembre 1968  | 31° 50′ N, 38° 00′ O                                                            | |
| S-II-4          | Apollo 9 | 3 mars 1969       | 31° 28′ N, 34° 02′ O                                                            | De 1 800 kg plus léger, permettant 600 kg de charge utile supplémentaire, emportait plus de LOX et possédait des moteurs plus puissants     |
| S-II-5          | Apollo 10 | 18 mai 1969       | 31° 31′ N, 34° 31′ O                                                            | |
| S-II-6          | Apollo 11 | 16 juillet 1969   | 31° 32′ N, 34° 51′ O                                                            | |
| S-II-7          | Apollo 12 | 14 novembre 1969  | 31° 28′ N, 34° 13′ O                                                            | |
| S-II-8          | Apollo 13 | 11 avril 1970     | 32° 19′ N, 33° 17′ O                                                            | |
| S-II-9          | Apollo 14 | 31 janvier 1971   |                                                                                 | |
| S-II-10         | Apollo 15 | 26 juillet 1971   |                                                                                 | |
| S-II-11         | Apollo 16 | 16 avril 1972     |                                                                                 | |
| S-II-12         | Apollo 17 | 7 décembre 1972   |                                                                                 | |
| S-II-13         | Skylab 1 | 14 mai 1973       |                                                                                 | Modifié pour se comporter comme un dernier étage                                                                                            |
| S-II-14         | Apollo 18 (annulé) | N/A               | Apollo-Saturn V Center, Kennedy Space Center 28° 31′ 26″ N, 80° 41′ 00″ O       | De la mission annulée Apollo 18. |
| S-II-15         | Skylab B (non lancé)                                                                                                   | N/A               | Johnson Space Center                                                            | De SA-515 le Skylab de secours que la NASA n'a pas utilisé.                                                                                 |